# Lodischhof
Lodischhof ist ein Ortsteil der Stadt Waldmünchen im Landkreis Cham des Regierungsbezirks Oberpfalz im Freistaat Bayern.

## Geografie
Lodischhof liegt auf dem Südwesthang des 652 Meter hohen Engelberges, 700 Meter nordwestlich der Bahnstrecke Cham–Waldmünchen und der parallel zur Bahnlinie verlaufenden Staatsstraße 2146, 3,5 Kilometer südwestlich von Waldmünchen und 6,6 Kilometer südwestlich der tschechischen Grenze.

## Geschichte
1563 hatte Lodischhof (auch: Lotterspergk, Lottersberg, Lottershoff, Lottersperg, Lottershof, Lodershof) 1 Mannschaft. 1588 gab es in Lodischhof 1 Hof. 1630 wurden für Lodischhof 1 Hof und 1 Inmann aufgeführt. 1808 hatte die Ortschaft 1 Anwesen.
1808 wurde die Verordnung über das allgemeine Steuerprovisorium erlassen. Mit ihr wurde das Steuerwesen in Bayern neu geordnet und es wurden Steuerdistrikte gebildet. Dabei kam Lodischhof zum Steuerdistrikt Rannersdorf. Der Steuerdistrikt Rannersdorf bestand aus den Dörfern Rannersdorf und Zillendorf und den Einöden Lampachshof und Lodischhof.
1820 wurden im Landgericht Waldmünchen Ruralgemeinden gebildet. Dabei kam Lodischhof zur Ruralgemeinde Zillendorf. Zur Ruralgemeinde Zillendorf gehörte neben Zillendorf mit 17 Familien die Einöde Lodischhof mit 2 Familien.
1830 wurde die Gemeinde Zillendorf mit der Gemeinde Rannersdorf vereinigt. Im Jahr 1900 kam die Bahnstation Zillendorf hinzu. 1972 wurde die Gemeinde Rannersdorf aufgelöst und in die Gemeinde Geigant eingegliedert, welche dann 1978 in Waldmünchen aufging.
Lodischhof gehört zur Pfarrkuratie Geigant. 1997 hatte Lodischhof 8 Katholiken.

## Einwohnerentwicklung ab 1820
| Jahr | Einwohner  | Gebäude |
| ---- | ---------- | ------- |
| 1820 | 2 Familien | k. A.   |
| 1838 | 10         | 1       |
| 1861 | 10         | 3       |
| 1871 | 12         | 7       |
| 1885 | 6          | 2       |
| 1900 | 9          | 1       |
| 1913 | 9          | 1       |

| Jahr | Einwohner | Gebäude |
| ---- | --------- | ------- |
| 1925 | 18        | 2       |
| 1950 | 11        | 2       |
| 1961 | 5         | 1       |
| 1970 | 6         | k. A.   |
| 1987 | 9         | 2       |
| 2011 | 6         | k. A.   |